# Leichtathletik-Weltmeisterschaften 2019/Teilnehmer (Saudi-Arabien)
| Gelbes Symbol für Goldmedaillen mit stilisierten Olympischen Ringen | Graues Symbol für Silbermedaillen mit stilisierten Olympischen Ringen | Braundes Symbol für Bronzemedaillen mit stilisierten Olympischen Ringen |
| ------------------------------------------------------------------- | --------------------------------------------------------------------- | ----------------------------------------------------------------------- |
| —                                                                   | —                                                                     | —                                                                       |

Der Leichtathletikverband von Saudi-Arabien nahm an den Leichtathletik-Weltmeisterschaften 2019 in Doha teil. Drei Athleten wurden vom saudi-arabischen Verband nominiert.

## Ergebnisse

### Männer

#### Laufdisziplinen
| Athlet                    | Disziplin | Vorlauf      | Vorlauf | Halbfinale | Halbfinale | Finale | Finale |
| Athlet                    | Disziplin | Zeit         | Platz   | Zeit       | Platz      | Zeit   | Platz  |
| ------------------------- | --------- | ------------ | ------- | ---------- | ---------- | ------ | ------ |
| Fahhad Mohammed al-Subaie | 200 m     | 20,51 s      | 26      | DNQ        | DNQ        | –      | –      |
| Mazen al-Yasen            | 400 m     | 45,70 s      | 19      | 46,11 s    | 23         | DNQ    | DNQ    |
| Tariq Ahmed al-Amri       | 5000 m    | 14:21,19 min | 33      |            |            | DNQ    | DNQ    |